# Mitsubishi Chemical Holdings
Mitsubishi Chemical Holdings é uma companhia química japonesa, sediada em Tóquio, subsidiaria ao grupo Mitsubishi.

## História
A companhia foi estabelecida em 2005.

## Subsidiarias
- Mitsubishi Chemical Corporation
- Mitsubishi Tanabe Pharma
- Mitsubishi Plastics
- Mitsubishi Rayon
- Mitsubishi Kagaku Media
- Taiyo Nippon Sanso Corporation (大陽日酸)